# 어셔가의 몰락 (1928년 미국 영화)
《어셔가의 몰락》(The Fall of the House of Ushe)은 미국에서 제작된 멜빌리 웨버 감독의 1928년 공포 영화이다. 허버트 스턴 등이 주연으로 출연하였다.

## 출연

### 주연
- 허버트 스턴
- 힐데가르드 왓슨
- 멜빌리 웨버

## 기타
- 원작자: 에드거 앨런 포

## 같이 보기
- 어셔가의 몰락 (1928년 프랑스 영화)